# Widełki skokowe

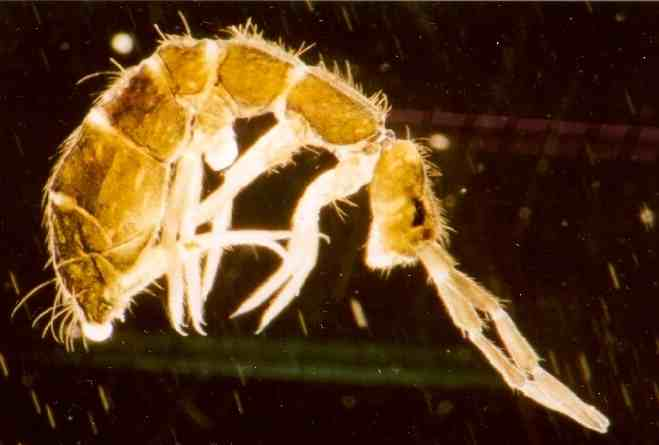
Widok boczny skoczogonka z rodzaju Isotoma. Widoczne widełki skokowe skierowane ku przodowi ciała

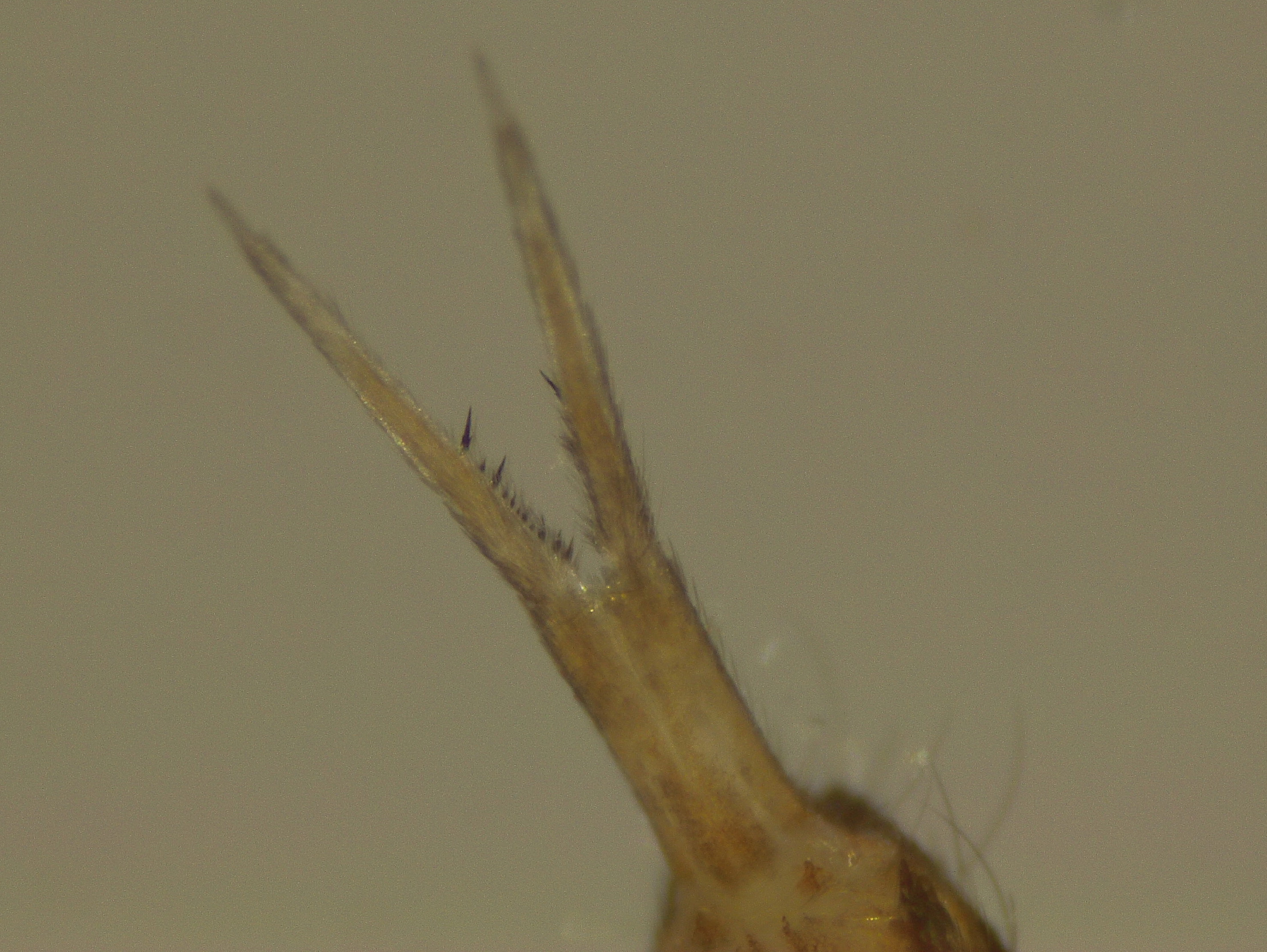
Widok brzuszny na ramiona widełek skokowych u Tomocerus minor z rodziny łuśniczkowatych.

Widełki skokowe (łac. furca lub furcula) – element aparatu skokowego skoczogonków, obecnego u gatunków skaczących. Położone są brzusznej stronie (sternum) czwartego segmentu odwłoku. Powstaje z przekształconych szczątkowych odnóży odwłokowych. Mogą być dobrze rozwinięta jak u większości gatunków epigeicznych przez zredukowane po całkowity brak u bardziej edaficznych gatunków.
Widełki skokowe zbudowane są z części nasadowej (manubrium), zwanej też trzoneczkiem lub rękojeścią oraz odchodzących od niej dwóch ramion (dentes), z których każde zakończone jest wyrostkiem szczytowym (mucro). Ramiona i nasada widełek mogą być wyposażona w różnorodne kolce i szczecinki (setae). Niektóre części, jak i całe widełki mogą zanikać. Cechy te, jak i kształt wyrostków szczytowych mogą odgrywać ważną rolę w oznaczaniu skoczogonków.
W pozycji spoczynkowej widełki ułożone są poziomo pod ciałem i zaczepione o hamowidło. Mechanizm skoku polega na zwolnieniu widełek z hamowidła -widełki uderzają wówczas w podłoże wyrzucając skoczogonka do przodu, w powietrze.
Widełki skokowe u okazów martwych, przechowywanych w płynach konserwujących, uwalniają się z hamowidła i wyprostowują ku tyłowi ciała. Z tego względu za stronę brzuszną widełek przyjmuje się stronę skierowaną ku grzbietowi, gdy są one zaczepione o hamowidło, a za stronę grzbietową tę, która w pozycji spoczynkowej zwrócona jest ku podłożu.

## Ramiona
Ramiona (dentes) są u wielu grup dobrze rozwinięte. Mogą być 2, 3 lub więcej razy dłuższe niż nasada przez co sięgać mogą w stanie spoczynku do cewki brzusznej. Są pierwotnie jednoczłonowe, ale mogą być wtórnie podzielone na 2 człony jak u łuśniczkowatych (Tomoceridae) i Neelidae. Strona brzuszna ramion pokryta jest zwykle krótkimi szczecinkami, a czasem także łuskami, zaś strona grzbietowa może być karbowana, pokryta wzgórkami, ziarnami skórnymi lub gładka.

## Wyrostek szczytowy
Wyrostek szczytowy (mucro) może mieć różny kształt. Najczęściej jest on krótki i wyposażony w zęby. Na jego końcu znajduje się ząb wierzchołkowy (dens apicalis), a dalej w jednej linii prostej ząb przedszczytowy (dens anteapicalis). U nasady leżą po jednej lub obu stronach zęby przypodstawowe zwane też zębami proksymalnymi (dens proximales). Ponadto rzadziej pojawić się może piąty ząbek. W przypadkach gdy ząb przedszczytowy zanika ząb szczytowy przyjmuje kształt sierpowaty. Po bokach wyrostka znajdują się listewki o różnego rodzaju brzegach, niekiedy tak rozrośnięte, że przyjmują łódkowaty kształt. U niektórych rodzin, np. łuśniczkowatych i Cyphoderidae grzbietowa strona wyrostka posiada ciernie.
W przypadku redukcji widełek skokowych wyrostki szczytowe zlewać się mogą z ramionami tworząc jednolity mucrodens.